# Кольская горно-металлургическая компания
Ко́льская горно-металлурги́ческая компа́ния (Кольская ГМК, КГМК) — дочернее предприятие ПАО ГМК «Норильский никель» в Мурманской области. Было создано на базе комбинатов «Североникель» и «Печенганикель» в 1998 году. Единое горно-металлургическое производство по добыче сульфидных медно-никелевых руд и производству цветных металлов. В Кольской ГМК и её дочерних предприятиях трудятся около 13 тыс. человек.

## Географическое положение
Производственные площадки Кольской ГМК расположены в трех населенных пунктах Мурманской области. Это поселок Никель, город Заполярный на северо-западе региона, в непосредственной близости от российско-норвежской границы, и город Мончегорск, расположенный на озере Имандра. По отношению ко всем этим населенным пунктам компания является градообразующим предприятием.
Промплощадки Кольской ГМК соседствуют с уникальными особыми природоохранными территориями — приграничным заповедником «Пасвик» (20 км) и Лапландским государственным природным биосферным заповедником (17 км).

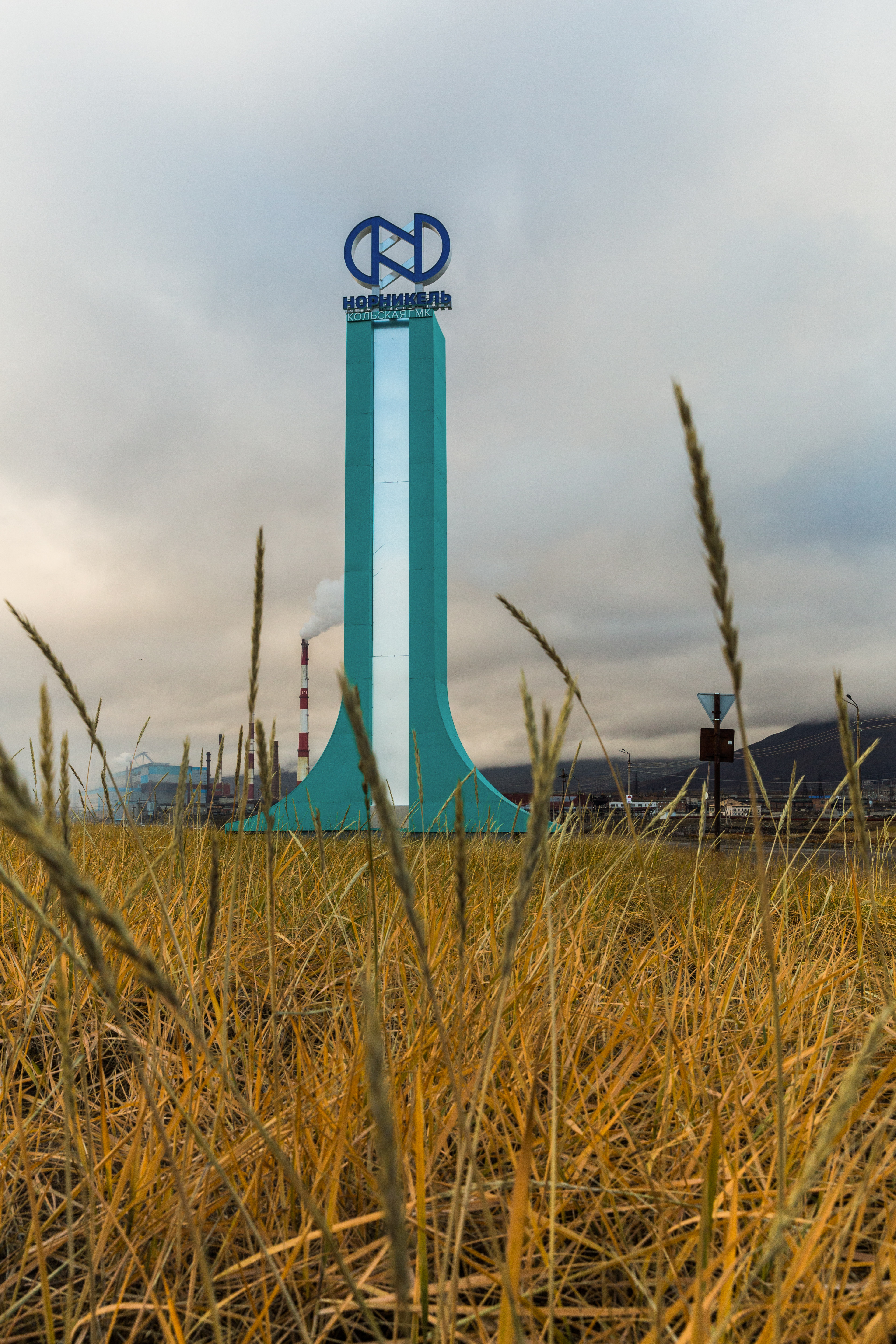
Стела у въезда

## История создания
Создание Кольской ГМК стало логичным следствием процессов, происходивших в российской экономике в 80-е — 90- годы XX века. Положение никелевых предприятий Мурманской области (как, впрочем, и всей цветной металлургии) было сложным. Главная проблема — накопившиеся в постперестроечный период долги перед работниками, смежниками, госбюджетом и внебюджетными фондами. В июле 1998 года Временная чрезвычайная комиссия при Президенте Российской Федерации по укреплению налоговой и бюджетной дисциплины принимает решение о принудительном взыскании долгов с «Североникеля». Неисполнение решения грозило отчуждением собственности и остановкой производства — причем, учитывая взаимосвязь двух комбинатов, не только «Североникелю», но и «Печенганикелю». Очевидно, что такое развитие событий имело бы катастрофический характер и в целом для Мурманской области.
РАО «Норильский никель», в состав которого входили комбинаты, искало выход из ситуации. В октябре 1998 года генеральный директор РАО Александр Хлопонин заявил: «Создание Кольской ГМК — это единственная возможность получить необходимые для наших комбинатов инвестиции. Все попытки получить инвестиции для Кольских комбинатов сразу же блокируются долгами, что числятся за предприятиями». Подразумевалось, что Кольская ГМК будет инвестиционно привлекательной структурой, не обремененной долгами.
Это решение было поддержано трудовыми коллективами. «За» высказались также Правительство Мурманской области и экспертно-экономический совет при губернаторе. 16 ноября 1998 года Кольская горно-металлургическая компания появилась в реестре промышленных организаций области. Новое открытое акционерное общество учредили ОАО «Комбинат Печенганикель» и ОАО «Комбинат Североникель». «Родители» отдавали «дочке» основные фонды в аренду с последующим выкупом. И кадры, которые уходили по переводу в КГМК.
Помимо привлечения инвестиций, КГМК была призвана решить ещё две ключевые задачи: во-первых, поддержать производственную деятельность никелевых предприятий Кольского полуострова в условиях падения мировых цен на никель и медь и, во-вторых, сконцентрировать ресурсы для дальнейшего развития и расширения собственной рудной базы.
По завершении первой «пятилетки» деятельности компании генеральный директор Кольской ГМК Евгений Романов фактически констатировал, что эти задачи были успешно решены: «Спустя пять лет после регистрации компании на нулевой балансовой стоимости, на небогатой местной руде, на истощённой сырьевой базе, на затратной технологической цепочке, предусматривающей транспортировку сырья по Северному морскому пути, выросло здоровое стабильное производство, способное конкурировать с самыми сильными зарубежными производителями никеля. Кольская ГМК стала ведущим производственным комплексом Мурманской области, который представляет собой единое горно-металлургическое производство по добыче сульфидных медно-никелевых руд и производству цветных металлов».

## Деятельность
В апреле 2019 года Кольская ГМК внедрила систему управления процессами в области промышленной безопасности и охраны труда АС «КУБ», благодаря которой значительно снизится информационная неопределенность при принятии управленческих решений за счет формирования единого пространства. За счет программы появляется возможность регистрации аудита в электронном виде, после чего становится возможным отслеживание работников, нарушающих программу безопасности. По установлению нарушения, ответственный проводит анализ и организует контроль. Все сотрудники прошли обучение по работе с новой системой.
В декабре 2021 года стало известно, что Кольская ГМК начала подготовку площадки под строительство нового медерафинировочного производства в Мончегорске. Медерафинировочное производство было решено расположить на территории бывшего Плавильного цеха, который был закрыт в 1998 г. Завершить расчистку территории планируется до лета 2022 года. Тогда и же начать строительство цеха. Новый цех будет работать по новейшей технологии. Окончание строительства планируется в 2025 году.
В июне 2021 года появилась новость о том, что 25 подстанций Кольской ГМК питающих подразделения компании электроэнергией, переведены на обслуживание новой автоматизированной системой оперативно-диспетчерского управления электроснабжением (АСОДУЭ) «Астер-2016». Именно эта система обладает широким спектром современных требований по управлению процессом электроснабжения промышленных предприятий, удобна в работе и обслуживании. Система «Астер-2016» разрешила ряд проблем и обеспечила бесперебойную работу электрооборудования.

## Продукция
Кольская горно-металлургическая компания выпускает следующие виды продукции: электролитный никель и медь, карбонильные никелевые порошки и дробь, кобальтовый концентрат, концентраты драгоценных металлов, серную кислоту и др. Продукция отличается высоким качеством и соответствует всем требованиям российских и международных стандартов. Доля КГМК в общих объёмах выпуска «Норильского никеля» составляет: по никелю — 39 %; по меди — 15 %, по кобальту — 42 % (данные 2010 г.).

## Структура производства
Технологическая цепочка Кольской ГМК начинается в г. Заполярный, где расположены рудник «Северный» (на данный момент главное добывающее подразделение КГМК), обогатительная фабрика и участок обжига плавильного цеха. В 30-ти километрах, в п. Никель (недалеко от российско-норвежской границы) находится ещё один рудник, «Каула-Котсельваара», и плавильный цех.
В г. Мончегорск размещаются рафинировочные мощности КГМК — рафинировочный и металлургический цеха, а также цех электролиза никеля.

### Комбинат «Североникель»
В 1934 году наркому тяжелой промышленности Серго Орджоникидзе было доложено о возможности создания в Монче-тундре никелевого производства. Приказ о строительстве на Кольском полуострове металлургического комбината был подписан 29 апреля 1935 года, одновременно началось строительство населенного пункта Мончегорск. Первый товарный огневой никель комбинат дал 23 февраля 1939 года.
28 июня 1941 года был издан приказ НКВД СССР «О прекращении работ по строительству НКВД в связи с началом войны».
После начала Великой Отечественной войны оборудование комбината было вывезено, главным образом на Урал и в Норильск. Благодаря тому, что военная ситуация на Кольском полуострове была стабильной, в мае 1942 года началось восстановление производства в Мончегорске, которое к осени 1945 года было полностью закончено.
После войны на комбинате активно внедрялись новые технологии: в 1963 году было организовано производство карбонильного никеля, в 1967 введен в строй сернокислотный цех, позволяющий получать серную кислоту из отходящих газов пирометаллургического производства, в 1979 году впервые получена электролитная медь, и т. д. Внедрение новых технологий продолжается и сейчас.
На данный момент комбинат Североникель является промышленной площадкой ОАО «Кольская ГМК», где перерабатывается файнштейн, произведённый на комбинате «Печенганикель» и Заполярного филиала ОАО «ГМК „Норильский никель“» и завершается производство продукции.

### Комбинат «Печенганикель»
В 1939 году на руднике «Каула» канадско-финской фирмой «Петсамоникель» был построен металлургический завод, который проработал до 1944 года. По окончании войны территории вошли в состав СССР.

## Собственник и руководство
Все голосующие акции принадлежат одному акционеру — владельцу 100 % уставного капитала Общества ПАО «ГМК Норильский никель».